# Disocactus macdougallii
Disocactus macdougallii, conocida comúnmente como nopalillo orquídea o nopalillo orquídea de macdougall, es una especie de planta suculenta perteneciente al género Disocactus, dentro de la familia Cactaceae. Es endémica del sureste de México (concretamente del estado de Chiapas).   

## Descripción
Disocactus macdougallii es una especie de cactus epífito de hábito colgante, que se desarrolla sobre árboles. Es arbustivo y se ramifica desde la base, con la epidermis de color verde brillante y las puntas rojizas en crecimiento. Los brotes son aplanados, de alargados a lineales y con forma de hoja. Inicialmente son erectos, aunque con el tiempo se vuelven colgantes.

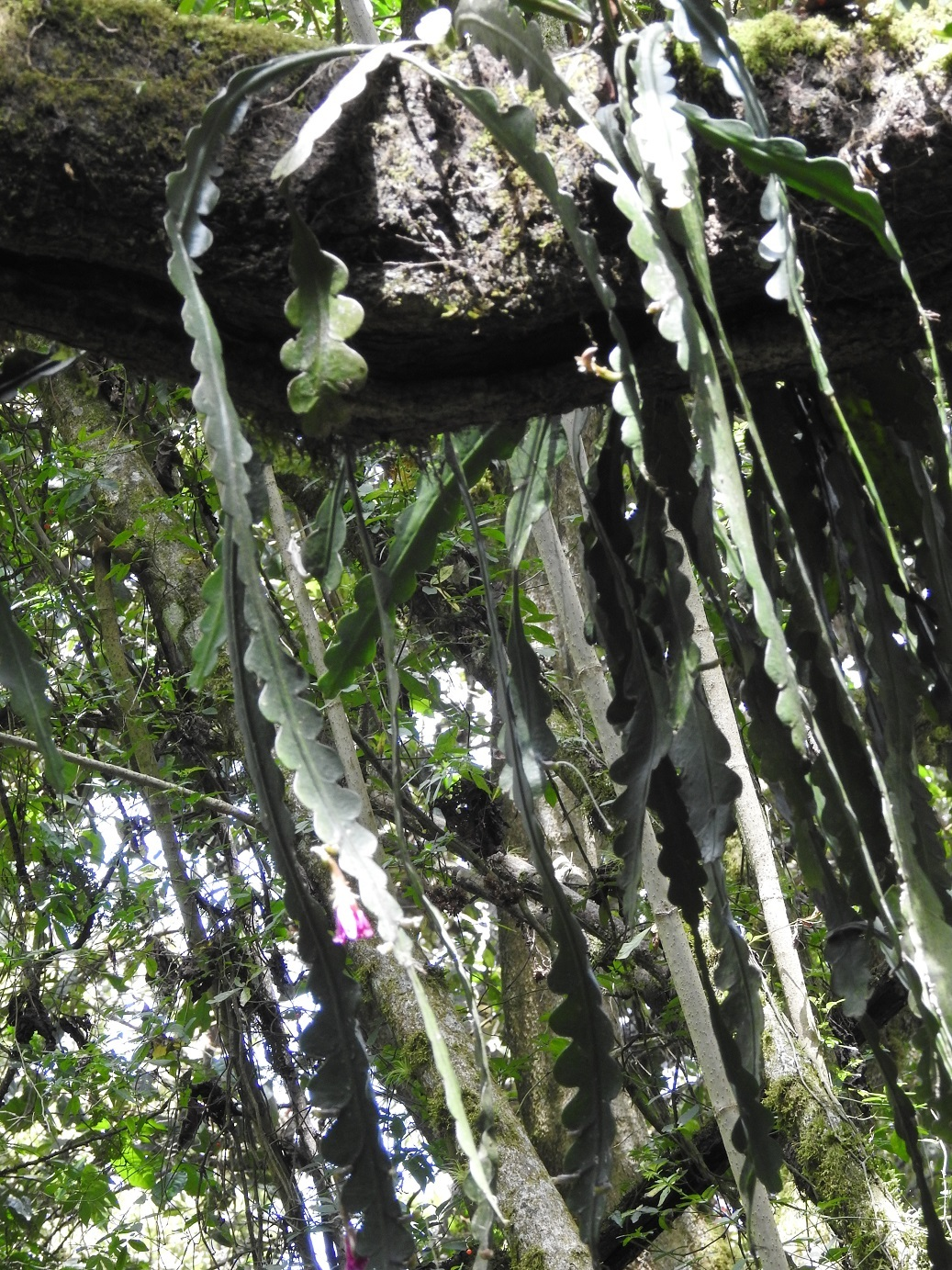
Detalle de los tallos

Los tallos miden de 15 a 45 cm de largo y de 2 a 5 cm de ancho. Tienen la base estrecha y más o menos redondeada, con un grosor de 4 a 6 mm. El ápice es obtuso y los bordes claramente crenadas, con dientes de 2 a 3 cm de largo, algo oblicuos. Sobre ellos se asientan areolas pequeñas cubierta de lana muy corta y sin espinas.
Las flores son diurnas y tienen un olor desagradable. Aparecen individualmente en los laterales, tienen forma de embudo y son de color rosa púrpura brillante. Miden de 7 a 8 cm de largo y alrededor de 6,5 cm de diámetro. El tubo floral y los segmentos exteriores del periantio son de color pardo verdoso brillante y los segmentos interiores de color rosa púrpura brillante. 

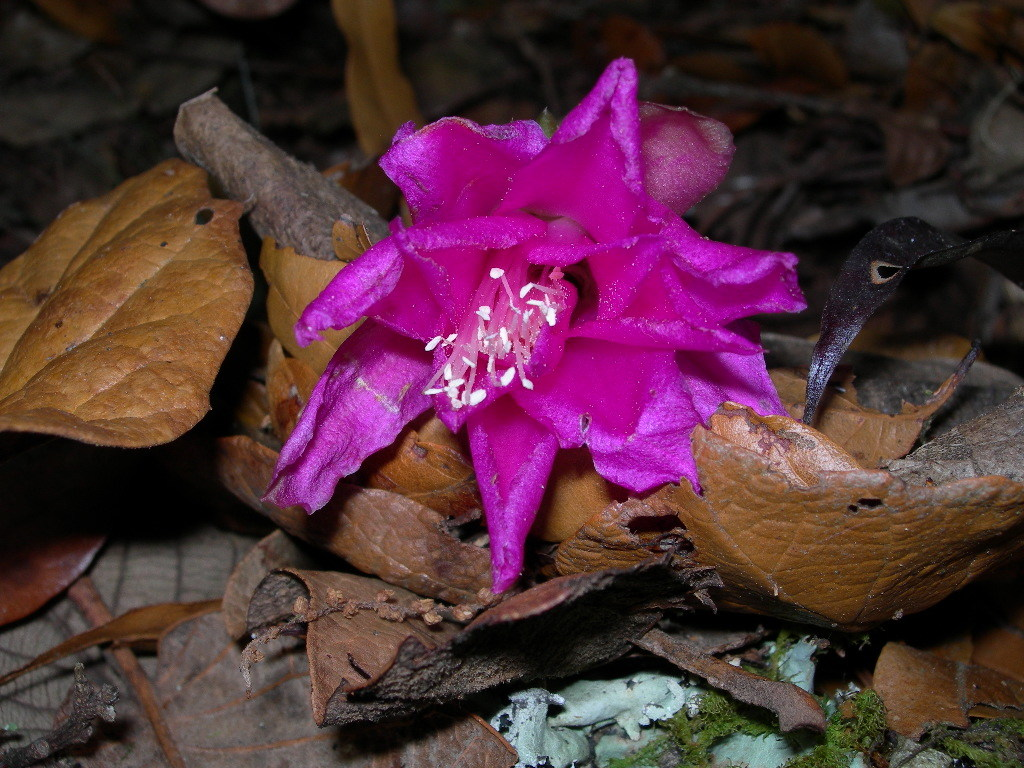
Detalle de la flor

El ovario mide hasta 1 cm de largo y aparece cubierto de escamas de apenas de 1 mm. Los estambres tienen filamentos blancos de más de 3,5 cm de largo y anteras de 1,5 mm. El estilo es blanco y mide hasta 5 cm de largo. Los estigmas son lineares y miden unos 5 mm. Los frutos tienen forma de huevo, son de color verde y miden hasta 3,5 cm de largo. En su interior contienen semillas ovoides y de color negro.

## Distribución y hábitat
El área de distribución nativa de esta especie se encuentra en el sureste de México (concretamente en el estado de Chiapas) y habita principalmente en el bioma tropical estacionalmente seco, a altitudes que oscilan entre los 1800 y 2500 metros sobre el nivel del mar.

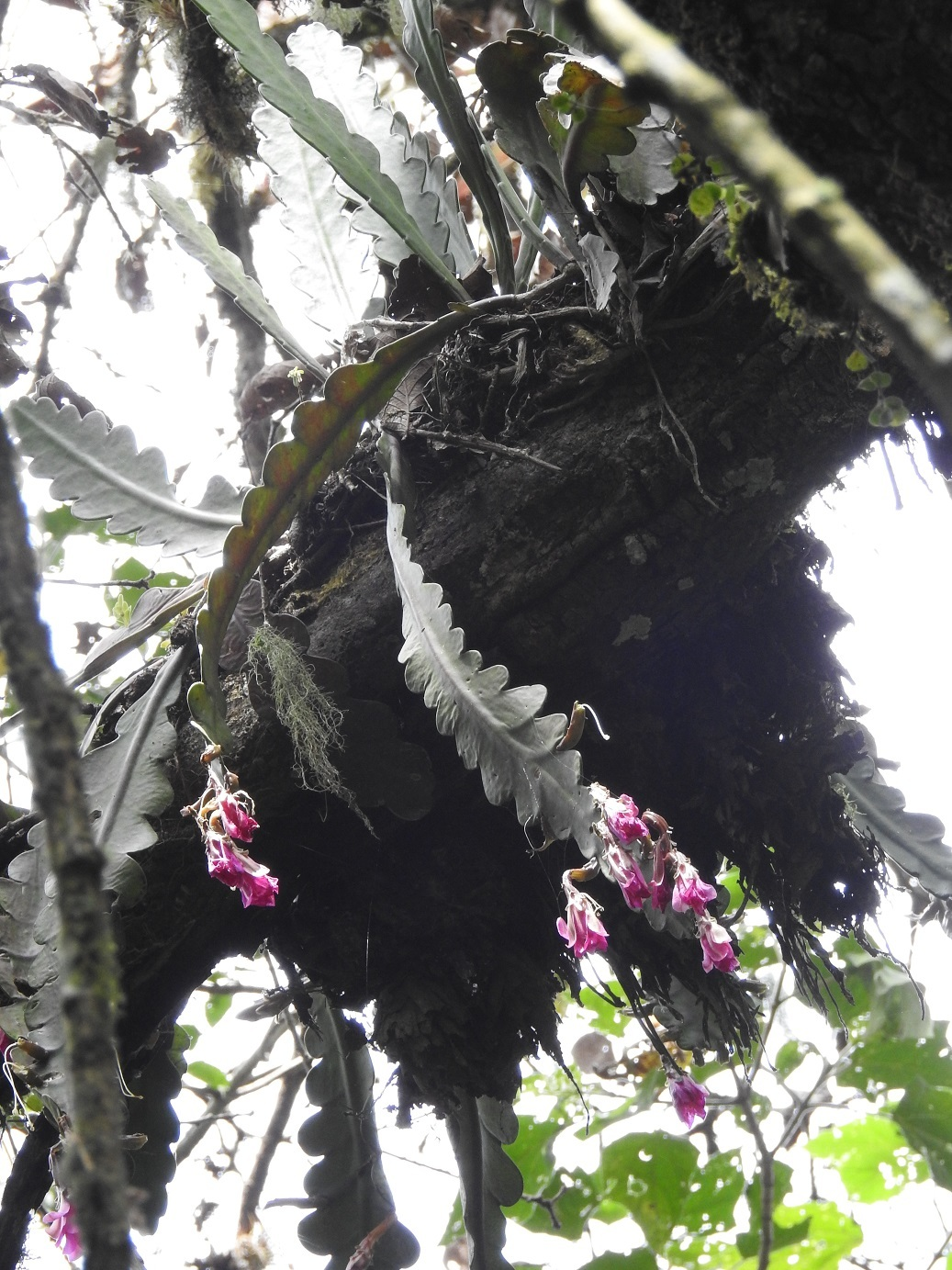
Planta creciendo como epífita encima del tronco de un árbol

La planta crece sobre árboles como epífita y se encuentra  en bosques nubosos y bosques de pino-encino. Sus raíces se incrustan en la corteza de los árboles huéspedes para anclarse y fijarse, por lo que su único acceso a la humedad y los nutrientes proviene de la lluvia y los excrementos que caen desde arriba. Además, siempre crecen bajo el dosel de los árboles y nunca están expuestas al sol directo.

## Taxonomía
La primera descripción de esta especie fue como Lobeira macdougallii, publicada en 1944 por el botánico estadounidense Edward Johnston Alexander en la revista científica Cactus and Succulent Journal 16: 178.
Más tarde, el botánico alemán Wilhelm Barthlott trasladó la especie al género Disocactus, por lo que pasó a llamarse Disocactus macdougallii. Registró estos cambios en las revista científica Bradleya 9: 88, publicada en 1991.
Etimología
- Disocactus: nombre genérico formado a partir de las palabras griegas dis (que significa 'dos veces'), isos (que significa 'igual) y kaktos (que significa 'cardo' o 'planta espinosa'), en alusión a los tallos aplanados con forma de hoja (con dos lados idénticos) que presentan las especies de este género.[10]
- macdougallii: epíteto específico otorgado en honor al botánico y explorador escocés-estadounidense Thomas Baillie MacDougall (1895–1973), quien realizó exploraciones en el sur de México.[11][12]

## Estado de conservación
En la Lista Roja de Especies Amenazadas de la UICN, la especie está clasificada como "En Peligro de Extinción (EN)”. Las principales amenazas que sufre la especie se deben a la pérdida de hábitat causada por la agricultura de subsistencia del maíz dentro de su área de distribución muy limitada.

## Usos
Se cultiva principalmente como planta ornamental y su propagación se realiza normalmente a través de esquejes.